# Родриго де Паул
Родриго Хавијер де Паул (шп. Rodrigo Javier de Paul, рођен 24. маја 1994) је аргентински професионални фудбалер који игра на позицији везног играча за клуб из Ла лиге Атлетико Мадрид и репрезентацију Аргентине. Био је члан аргентинског тима који је освојио Светско првенство у фудбалу 2022.

## Клупска каријера

### Расинг Клуб
Рођен у Сарандију, у Великом Буенос Ајресу, де Паул се придружио омладинском друштву Расинг Клуб-а 2002. године, са осам година Позван је у главни тим 24. јуна 2012, док је још био јуниор, за меч против Велес Сарсфилда, али је остао неискоришћен у поразу код куће резултатом 1–2.
Де Паул је 10. фебруара 2013. одиграо свој први меч као професионалац, заменивши Маура Каморанезија у 86. минуту пораза од 0–3 од Атлетико де Рафаеле. Постигао је свој први гол месец дана касније, а последњи је постигао шутом из даљине у победи од 3-0 код Сан Мартин де Сан Хуана.
Де Паул се појавио у 19 мечева током кампање 2012–13. Затим је одиграо кључну улогу у сезони 2013–14, одиграо је 35 мечева и постигао четири гола.

### Валенсија
Дана 9. маја 2014, објављено је да је Валенсија пристала на уговор од 6,5 милиона долара за де Паула са Рацингом.Потписао је петогодишњи уговор са Лос Чеом 6. јуна  и дебитовао је у Ла лиги 23. августа под вођством главног тренера Нуна Еспирита Санта, заменивши Пака Алкасера у 65. минуту у ремију 1:1 у гостима против Севиље. , али је искључен само минут касније због фаулирања Алеш Видала.
Свој први гол за клуб постигао је 4. децембра 2014. у победи против Рајо Ваљекана резултатом 2–1 у Купу Краља. Након тога је постигао свој први гол у Ла Лиги 9. априла 2015. против Атлетик Билбаа, одигравши 29 наступа у свим такмичењима током своје прве сезоне у клубу.
После 14 наступа у свим такмичењима током прве половине сезоне 2015-16, укључујући два у Лиги шампиона, 4. фебруара 2016. године, позајмио га је тадашњи тренер Валенсије Гери Невил свом бившем клубу Рацинг Kлуб. Постигао је свој први и једини гол у победи против Боливара 24. фебруара у Копа Либертадорес.

### Удинезе
Дана 20. јула 2016, де Паул је пребачен у италијанску Серију А клуб Удинезе. Дебитовао је 20. августа 2016. против Роме у поразу од 4–0. Свој први гол за клуб постигао је 29. јануара 2017. против Милана у победи од 2–1.
Почео је сезону 2018–19 са четири гола у првих шест мечева у сезони Серије А. Сезону би завршио као најбољи стрелац Удинезеа са девет голова током сезоне 2018–19 и такође девет асистенција.Де Паул је 15. октобра 2019. потписао нови петогодишњи уговор са Удинезеом. Постигао би седам голова и постигао шест асистенција за Удинезе у Серији А током сезоне 2019–20.Де Пол је постао капитен клуба Удинезеа у децембру 2020, заменивши Кевина Лазање.

### Атлетико Мадрид
Де Паул је 12. јула 2021. потписао петогодишњи уговор са Атлетико Мадридом. Придружио се свом новом клубу само неколико дана након што је освојио Куп Америке са Аргентином. 7. децембра 2021. постигао је свој први гол за клуб у победи од 3–1 у гостима против ФК Порта у последњој групној утакмици УЕФА Лиге шампиона 2021–22.

## Међународна каријера
Де Паулове вештине су јединствене и вишеструке. Познат је по својој способности дриблинга, визији и прецизности додавања, а подједнако му је угодно да игра дуге и кратке пасове. Он је свестрани везни играч који може да игра на различитим позицијама, укључујући централни везни ред, нападачки везни ред и на крилима. Ово би могао бити разлог зашто окупља много обожаватеља који нису заинтересовани само за његове фудбалске вештине већ и за његов лични живот ван фудбала. Де Паул је дебитовао у сениорској репрезентацији за Аргентину у победи од 4-0 против Ирака 11. октобра 2018, а касније је постао редован под вођством менаџера Лионела Скалонија; био је део аргентинске екипе која је завршила на трећем месту на Купу Америке 2019. пошто је победила Чиле са 2–1 у мечу за треће место.
Дана 3. јула 2021., де Паул је постигао почетни гол у победи од 3:0 над Еквадором у четвртфиналу Копа Америке 2021. у Бразилу. У финалу турнира против домаћина Бразила, де Паулов дуг пас омогућио је Анхелу ди Марији да постигне једини гол на мечу, што је омогућило Аргентини да освоји свој заједнички рекорд, 15. титулу у Купу Америке и своју прву велику међународну титулу од 2008.  Такође је био део тима који је освојио Светско првенство у фудбалу 2022. године.

## Лични живот
Родригова мајка је италијанског порекла, што му је донело италијанско држављанство.
Де Паул је дванаест година био у вези са аргентинском манекенком Камилом Хомс. Имају двоје деце заједно. У јануару 2022. пар је потврдио да се растају. Де Паул је у вези са аргентинском певачицом Тини Стосел од августа 2022. године.

## Статистика каријере

### Kлуб
Од утакмице одигране 1. марта 2025.
| Клуб                    | Сезона            | Лига                | Лига    | Лига   | Национални куп | Национални куп | Континентал | Континентал | Остало  | Остало | Укупно  | Укупно |
| Клуб                    | Сезона            | Дивизије            | Наступи | Голови | Наступи        | Голови         | Наступи     | Голови      | Наступи | Голови | Наступи | Голови |
| ----------------------- | ----------------- | ------------------- | ------- | ------ | -------------- | -------------- | ----------- | ----------- | ------- | ------ | ------- | ------ |
| Расинг Клуб             | 2012–13           | Прва лига Аргентине | 19      | 2      | 1              | 0              | 0           | 0           | —       | —      | 20      | 2      |
| Расинг Клуб             | 2013–14           | Прва лига Аргентине | 35      | 4      | 0              | 0              | 2           | 0           | —       | —      | 37      | 4      |
| Расинг Клуб             | Укупно            | Укупно              | 54      | 6      | 1              | 0              | 2           | 0           | —       | —      | 57      | 6      |
| Валенсија               | 2014–15           | Ла Лига             | 25      | 1      | 4              | 1              | —           | —           | —       | —      | 29      | 2      |
| Валенсија               | 2015–16           | Ла Лига             | 9       | 0      | 3              | 0              | 3           | 0           | —       | —      | 15      | 0      |
| Валенсија               | Укупно            | Укупно              | 34      | 1      | 7              | 1              | 3           | 0           | —       | —      | 44      | 2      |
| Расинг Клуб (позајмица) | 2016              | Прва лига Аргентине | 11      | 0      | 1              | 0              | 3           | 1           | —       | —      | 15      | 1      |
| Удинезе                 | 2016–17           | Серија А            | 34      | 4      | 1              | 1              | —           | —           | —       | —      | 35      | 5      |
| Удинезе                 | 2017–18           | Серија А            | 37      | 4      | 2              | 0              | —           | —           | —       | —      | 39      | 4      |
| Удинезе                 | 2018–19           | Серија А            | 36      | 9      | 1              | 0              | —           | —           | —       | —      | 37      | 9      |
| Удинезе                 | 2019–20           | Серија А            | 34      | 7      | 1              | 0              | —           | —           | —       | —      | 35      | 7      |
| Удинезе                 | 2020–21           | Серија А            | 36      | 9      | 2              | 0              | —           | —           | —       | —      | 38      | 9      |
| Удинезе                 | Укупно            | Укупно              | 177     | 33     | 7              | 1              | —           | —           | —       | —      | 184     | 34     |
| Атлетико Мадрид         | 2021–22           | Ла Лига             | 36      | 3      | 2              | 0              | 9           | 1           | 1       | 0      | 48      | 4      |
| Атлетико Мадрид         | 2022–23           | Ла Лига             | 30      | 2      | 3              | 0              | 5           | 1           | —       | —      | 38      | 3      |
| Атлетико Мадрид         | 2023–24           | Ла Лига             | 34      | 3      | 5              | 0              | 8           | 1           | 1       | 0      | 48      | 4      |
| Атлетико Мадрид         | 2024–25           | Ла Лига             | 24      | 3      | 5              | 0              | 8           | 0           | 0       | 0      | 37      | 3      |
| Атлетико Мадрид         | Укупно            | Укупно              | 124     | 11     | 15             | 0              | 30          | 3           | 2       | 0      | 171     | 14     |
| Укупно у каријери       | Укупно у каријери | Укупно у каријери   | 400     | 51     | 31             | 2              | 38          | 4           | 2       | 0      | 471     | 57     |

- Укључује Куп Аргентине, Куп краља и Куп Италије
- Наступи у Копа Судамерикани
- Наступи у УЕФА Лиги шампиона
- Наступи у Копа Либертадоресу
- Наступ у Суперкупу Шпаније

### Репрезентација
Од утакмице одигране 19. новембра 2024.
| национални тим | Година | Аппс | Голови |
| -------------- | ------ | ---- | ------ |
| Аргентина      | 2018   | 3    | 0      |
| Аргентина      | 2019   | 14   | 0      |
| Аргентина      | 2020   | 4    | 0      |
| Аргентина      | 2021   | 15   | 2      |
| Аргентина      | 2022   | 15   | 0      |
| Аргентина      | 2023   | 9    | 0      |
| Аргентина      | 2024   | 15   | 0      |
| Укупно         | Укупно | 75   | 2      |

## Највећи успеси

### Аргентина
- Светско првенство (1) : 2022.
- Копа Америка (2) : 2021, 2024.
- КОНМЕБОЛ–УЕФА куп шампиона (1) : 2022.

### Индивидуална признања
- Најбољи тим Копа Америка (1) : 2021.